# Ian Poulter
Ian James Poulter (Hitchin, Inglaterra, Reino Unido, 10 de enero de 1976) es un golfista británico que se ha destacado profesionalmente en el European Tour. Resultó segundo en la temporada de 2013, cuarto en 2010 y quinto en 2003 y 2012. Ha logrado 12 victorias y 77 top 10 en dicho circuito. Sus victorias más importantes han sido el WGC Match Play de 2010, el WGC-HSBC Champions de  2012, el Campeonato Mundial de Match Play de 2011 y el Volvo Masters de 2004.
En torneos mayores, resultó segundo en el Abierto Británico de 2008 y tercero en 2013, y tercero en el Campeonato de la PGA de 2012, acumulando un total de siete top 10 y 17 top 25.
Poulter representó a su país en cinco ediciones de la Copa Mundial de Golf y a las islas británicas en tres ediciones del Trofeo Seve. Asimismo, ha jugado cinco ediciones de la Ryder Cup con la selección europea, logrando 13 puntos en 18 partidos.
Poulter ha estado tres semanas como golfista número 5 a nivel mundial en 2010, 18 semanas entre los primeros 10 y 91 semanas entre los primeros 20.

## Trayectoria
En 1999, Poulter disputó la gira satélite europea, el Challenge Tour, donde ganó el Abierto de Costa de Marfil. Superó la escuela de clasificación al European Tour en 2000. Ganó el Abierto de Italia y fue segundo en el Abierto de Marruecos y tercero en el Abierto de San Pablo. Por tanto, se ubicó 31.º en la lista de ganancias y recibió el premio Sir Henry Cotton al Novato del Año.
Tanto en 2001 como 2002, logró una victoria y siete top 10, para terminar 24.º en la Orden del Mérito. En 2003 triunfó en el Abierto de Gales y el torneo de Dinamarca, y consiguió ocho top 10. Así, se ubicó quinto en la lista de ganancias, por detrás de Ernie Els, Darren Clarke, Pádraig Harrington y Fredrik Jacobson.
Poulter consiguió en 2004 una victoria en el Masters de Andalucía y nueve top 10, para colocarse noveno en la Orden del Mérito del European Tour. En 2005 obtuvo apenas tres top 10: un cuarto puesto en el WGC Match Play y el Abierto de Escocia, y noveno en el Masters de Andalucía. Por ello, quedó 19.º en la clasificación final.
El golfista consiguió en 2006 una victoria en el Open de Madrid, un segundo puesto en el WGC-American Express Championship, fue tercero en el Abierto de Francia, noveno en el Campeonato de la PGA y logró siete top 10. Así, culminó octavo en la lista de ganancias.
Poulter acumuló cinco top 10 en 2007, por lo que terminó 24.º en la Orden del Mérito del European Tour. En 2008 obtuvo un segundo puesto en el Abierto Británico y un noveno en Abu Dabi como únicos top 10, y quedó 19.º en la lista de ganancias. Quedó noveno en el Camino a Dubái del European Tour de 2009, con una victoria en el Abierto de Singapur, un tercer puesto en el Abierto de Francia y cinco top 10.
En 2010, el inglés triunfó en el WGC Match Play y el Abierto de Hong Kong, fue segundo en Abu Dabi y el Campeonato Mundial de Dubái, sexto en el Abierto de Singapur y décimo en el Masters de Augusta. De esta manera, se colocó cuarto en la clasificación final, por detrás de Martin Kaymer, Graeme McDowell y Lee Westwood.
Este golfista triunfó en el Campeonato Mundial de Match Play de 2011 y fue cuarto en el Abierto de Hong Kong. Al no conseguir ningún otro top 10, se colocó 23.º en el Camino a Dubái. Por otra parte, ganó el Masters de Australia.
En 2012 ganó el WGC-HSBC Champions, terminó tercero en el Campeonato de la PGA, séptimo en el Masters de Augusta, noveno en el Abierto Británico y cuarto en el Masters de Shanghái, consiguiendo un total de ocho top 10. Esto le permitió alcanzar la quinta colocación final del circuito, por detrás de Rory McIlroy, Justin Rose, Louis Oosthuizen y Peter Hanson.
Poulter no ganó ningún torneo en la temporada 2013. En cambio, fue segundo en el WGC-HSBC Champions y el Campeonato Mundial de Dubái, tercero en el Abierto Británico, cuarto en el WGC Match Play y quinto en el Abierto de Turquía. Su gran actuación en la serie final le permitió quedar segundo en el Camino a Dubái, por detrás de Henrik Stenson.

## Victorias como profesional (17)

### PGA Tour (3)
| Núm. | Fecha                  | Torneo                                | Puntuación ganadora | A par | Margen de victoria | Subcampeones                                       |
| ---- | ---------------------- | ------------------------------------- | ------------------- | ----- | ------------------ | -------------------------------------------------- |
| 1    | 21 de febrero de 2010  | WGC-Accenture Match Play Championship | 4&2                 | 4&2   | 4&2                | Paul Casey                                         |
| 2    | 4 de noviembre de 2012 | WGC-HSBC Champions                    | 69-68-65-65=267     | −21   | 2 golpes           | Jason Dufner Phil Mickelson Scott Piercy Ernie Els |
| 3    | 1 de abril de 2018     | Houston Open                          | 73-64-65-67=269     | −19   | Playoff            | Beau Hossler                                       |

### European Tour (12)
| Núm. | Fecha                    | Torneo                                | Puntuación ganadora | A par | Margen de victoria | Subcampeones                                          |
| ---- | ------------------------ | ------------------------------------- | ------------------- | ----- | ------------------ | ----------------------------------------------------- |
| 1    | 29 de octubre de 2000    | Abierto de Italia                     | 66-67-65-69=267     | −21   | 1 golpe            | Gordon Brand Jnr                                      |
| 2    | 15 de abril de 2001      | Open de Marruecos                     | 71-67-69-70=277     | −15   | 2 golpes           | David Lynn                                            |
| 3    | 3 de noviembre de 2002   | Abierto de Italia (2)                 | 61-67-69=197*       | −19   | 2 golpes           | Paul Lawrie                                           |
| 4    | 1 de junio de 2003       | Celtic Manor Resort Wales Open        | 65-67-68-70=270     | −18   | 3 golpes           | Darren Fichardt Jonathan Lomas Jarrod Moseley         |
| 5    | 10 de agosto de 2003     | Nordic Open                           | 68-67-65-66=266     | −22   | 1 golpe            | Colin Montgomerie                                     |
| 6    | 31 de octubre de 2004    | Volvo Masters                         | 71-67-69-70=277     | −7    | Playoff            | Sergio García                                         |
| 7    | 17 de septiembre de 2006 | Open de Madrid                        | 67-66-64-69=266     | −22   | 5 golpes           | Ignacio Garrido                                       |
| 8    | 1 de noviembre de 2009   | Abierto de Singapur                   | 66-64-72-72=274     | −10   | 1 golpe            | Liang Wenchong                                        |
| 9    | 21 de febrero de 2010    | WGC-Accenture Match Play Championship | 4 & 2               | 4 & 2 | 4 & 2              | Paul Casey                                            |
| 10   | 21 de noviembre de 2010  | UBS Hong Kong Open                    | 67-60-64-67=258     | −22   | 1 golpe            | Simon Dyson Matteo Manassero                          |
| 11   | 22 de mayo de 2011       | Campeonato Mundial de Match Play      | 2 & 1               | 2 & 1 | 2 & 1              | Luke Donald                                           |
| 12   | 4 de noviembre de 2012   | WGC-HSBC Champions                    | 69-68-65-65=267     | −21   | 2 golpes           | Jason Dufner, Ernie Els, Phil Mickelson, Scott Piercy |

## Resultados en Majors
| Torneo               | 2000 | 2001 | 2002 | 2003 | 2004 | 2005 | 2006 | 2007 | 2008 | 2009 |
| -------------------- | ---- | ---- | ---- | ---- | ---- | ---- | ---- | ---- | ---- | ---- |
| Masters de Augusta   | -    | -    | -    | -    | T31  | T33  | T13  | T25  | T20  | T9   |
| Campeonato de la PGA | -    | CUT  | -    | T61  | T37  | T47  | T9   | T23  | T31  | T19  |
| U. S. Open           | -    | -    | -    | -    | CUT  | T57  | T12  | T36  | RET  | T18  |
| Abierto Británico    | T64  | CUT  | T50  | T46  | T25  | T11  | CUT  | T27  | T2   | CUT  |

| Torneo               | 2010 | 2011 | 2012 | 2013 | 2014 | 2015 | 2016 | 2017 | 2018 | 2019 |
| -------------------- | ---- | ---- | ---- | ---- | ---- | ---- | ---- | ---- | ---- | ---- |
| Masters de Augusta   | T10  | T27  | 7    | CUT  | T20  | T6   | T49  | -    | T44  | T12  |
| Campeonato de la PGA | RET  | T39  | T3   | T61  | T58  | CUT  | -    | T22  | T31  | CUT  |
| U. S. Open           | T47  | CUT  | T41  | T21  | T17  | T54  | -    | -    | CUT  | CUT  |
| Abierto Británico    | T60  | CUT  | T9   | T3   | CUT  | CUT  | -    | T14  | CUT  | CUT  |

| Torneo               | 2020 | 2021 | 2022 | 2023 | 2024 | 2025 | 2026 | 2027 | 2028 | 2029 |
| -------------------- | ---- | ---- | ---- | ---- | ---- | ---- | ---- | ---- | ---- | ---- |
| Masters de Augusta   | T25  |      |      |      |      |      |      |      |      |      |
| Campeonato de la PGA | T22  |      |      |      |      |      |      |      |      |      |
| U. S. Open           | CUT  |      |      |      |      |      |      |      |      |      |
| Abierto Británico    | ND   |      |      |      |      |      |      |      |      |      |

(LA) = Mejor Amateur
CUT = No pasó el corte
"T" = Empatado con otros
Ret. = Retirado
ND = No Disputado
Fondo verde indica victoria. Fondo amarillo, puesto entre los diez primeros (top ten).